# Лютеранська кірха (Херсон)
Лютеранська кірха — лютеранська церква в Херсоні, що була розташована на вулиці Лютеранській, 1. Кірху було закладено у 1867 р. як церковний будинок Херсонської лютеранської громади і зруйновано наприкінці 1940-х років. У 2016 р. вулиці, на якій раніше стояла кірха, повернено її історичну назву Лютеранська.

## Передісторія
Перша лютеранська громада з'явилася в Херсоні наприкінці XVIII ст. — її найдавніші згадки датуються 1787 р. До Південної України тоді простували переселенці з усієї Західної Європи, але найбільше — німці. Так, у 1786 р., коли в місто Данциг прибув для вербування майбутніх південноукраїнських колоністів Георг Траппе, в його домі:
| | \| З ранку до півночі безперервно люди набиралися ... і, нарешті, до того дійшло, що невдовзі всі в місті майстри втратили своїх робітників, слуги й служниці не хотіли більше у панів лишатися ..., а всі одностайно кричали: в Херсон, в Херсон! \|Оригінальний текст (рос.) С утра до полуночи беспрестанно люди набирались… и, наконец, до того дошло, что в скором времени все в городе рукодельные мастера лишились работников своих, слуги и служанки не хотели далее у господ оставаться…, а все единогласно кричали: в Херсон, в Херсон! |
| З ранку до півночі безперервно люди набиралися ... і, нарешті, до того дійшло, що невдовзі всі в місті майстри втратили своїх робітників, слуги й служниці не хотіли більше у панів лишатися ..., а всі одностайно кричали: в Херсон, в Херсон! | |

Але жодних відомостей про діяльність лютеранської громади в першій половині ХІХ ст. немає, ймовірно вона перебувала в занепаді через загальний економічний спад у Херсоні цього періоду.

## У Російській імперії
Проект кірхи розроблений херсонськими архітекторами Олександром Пальшау і Карлом фон Штемпелем у 1865 р. 12 травня 1867 р. почалося спорудження херсонської євангелічної лютеранської церкви на кошти місцевої німецької громади. На початку 1870-х  будівництво успішно закінчилося.
Поряд із церквою згодом спорудили і триповерховий будинок для потреб церковної громади, що зберігся до сьогодні. В межах цього ж кварталу невдовзі з'явилися оранжереї та інші допоміжні господарства лютеранської громади.
На плані міста Херсон 1885 р. вулиця, на початку якої знаходилася кірха, вперше названа Лютеранською (за радянських часів перейменована у вулицю Кірова).

## У Радянській Україні
З утвердженням радянської влади все майно лютеранської громади конфіскували на користь держави. В спорудах церкви і громадському будинку розмістилися міський відділ НКВС, лінійний відділ водного транспорту та контора Нижньодніпровсько-Бузького пароплавства. В 1940 р. замість цих установ тут оселилася міська міліція.
Наприкінці 1940-х  церкву зруйнували за рішенням влади. У 1955 р. на її місці звели чотириповерховий житловий будинок-«сталінку», на першому поверсі якого розташовувався фірмовий кондитерський магазин «Тавричанка».

## Сучасність
Наразі в Херсоні діє дві лютеранські громади, жодна з яких не має власного постійного церковного приміщення.
Громада Німецької євангелічно-лютеранської церкви України офіційно зареєстрована в Херсоні 21 травня 1996 р. У 2005 р. почались роботи з побудови нової німецької лютеранської кірхи в Херсоні. Але згодом громада втратила відведену міською владою ділянку і продовжує діяти без окремої церковної споруди.
Громада Української Лютеранської Церкви з 2001 р. очолювалася пастором Олегом Стецюком, що також очолював Таврійську єпархію УЛЦ. З 2009 р. громаду очолює пастор Сергій Сомін.
У 2016 р. вулиці Кірова в Херсоні повернули її історичну назву — Лютеранська.

## Відомі пастори
- Йоганнес Дол (в 1840-х—1850-х роках), миколаївський дивізійний проповідник.
- Еміль Кібер (з 1860 р.), старший пастор (пробст) другого округу Херсонської губернії.
- Оскар Ган (з 1910 р.).

## Галерея

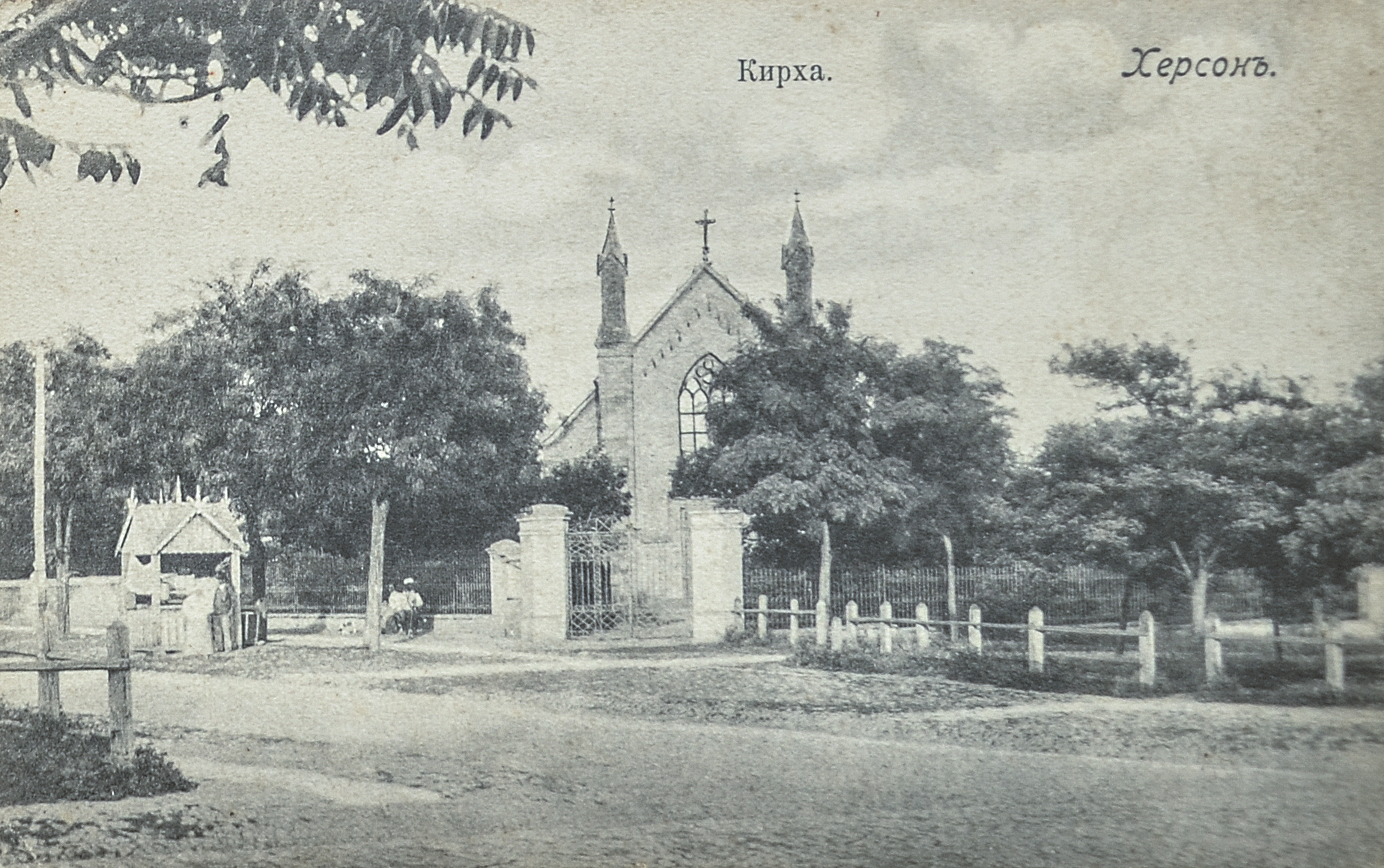
Лютеранська кірха в Херсоні
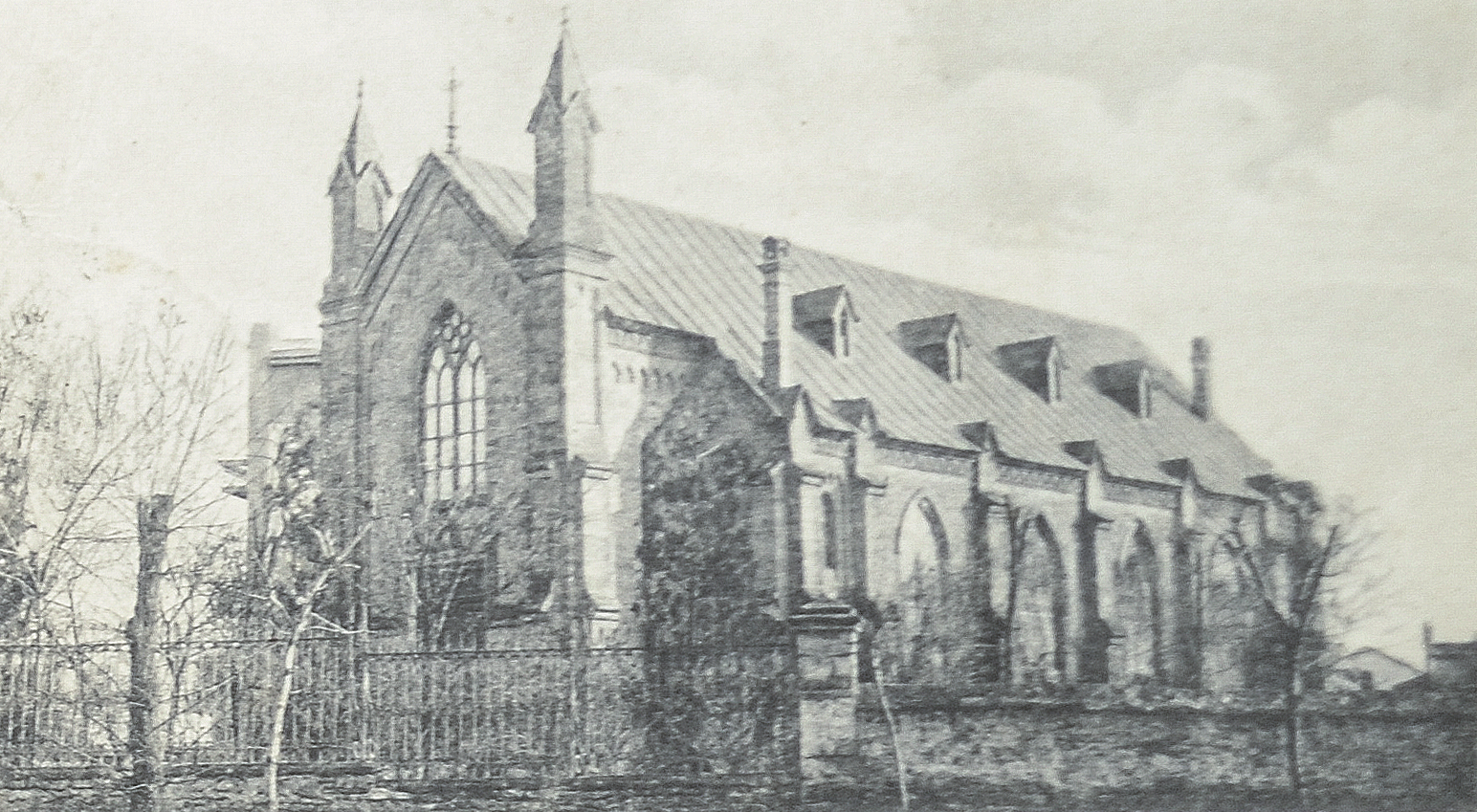
Лютеранська кірха в Херсоні
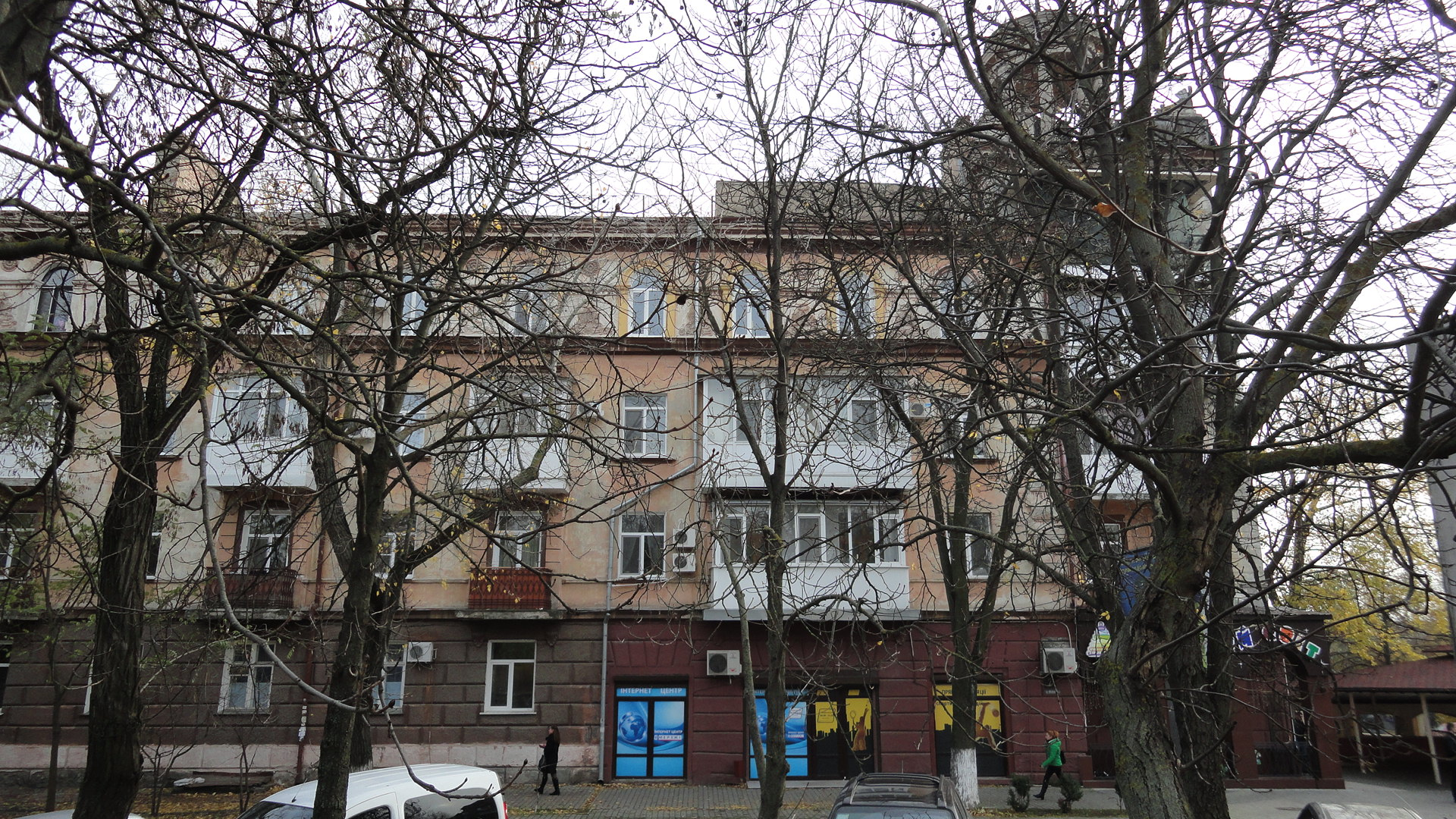
Будинок "сталінської" архітектури, споруджений на місці Лютеранської церкви
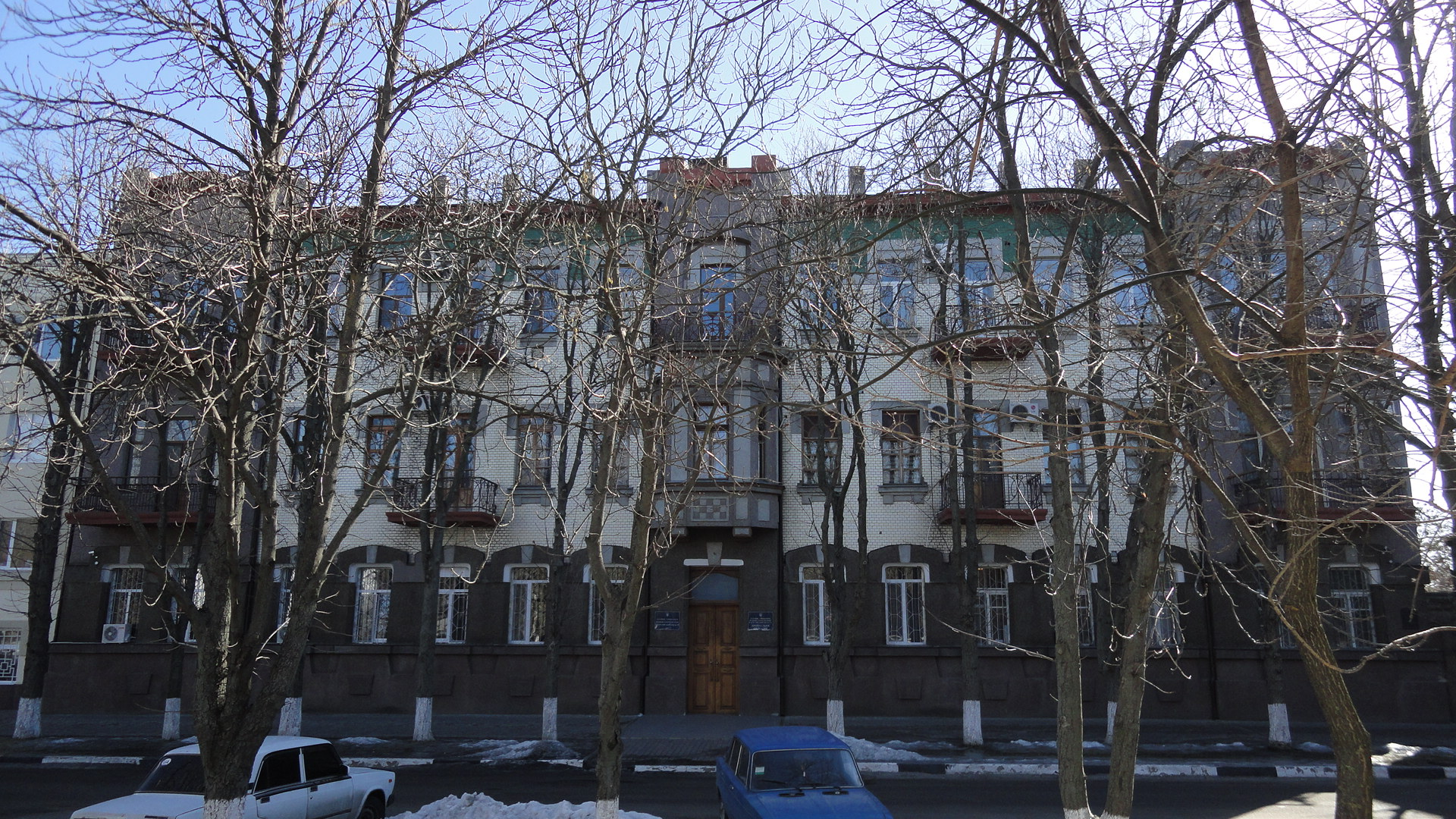
Сучасний вигляд громадського будинку Лютеранської церкви в Херсоні